# Platania, Kalabrien
Platania är en ort och kommun i provinsen Catanzaro i regionen Kalabrien i Italien. Kommunen hade 2 081 invånare (2018).